# 副官
副官（ふくかん、ふっかん）とは、軍隊において軍部大臣等の高級官衙の長、司令官以下高級団隊長等を補佐する将校・士官の役職。「副隊長」や「副司令官」と混同される事が多いが、「副官」とは異なる役職である。

## 概要

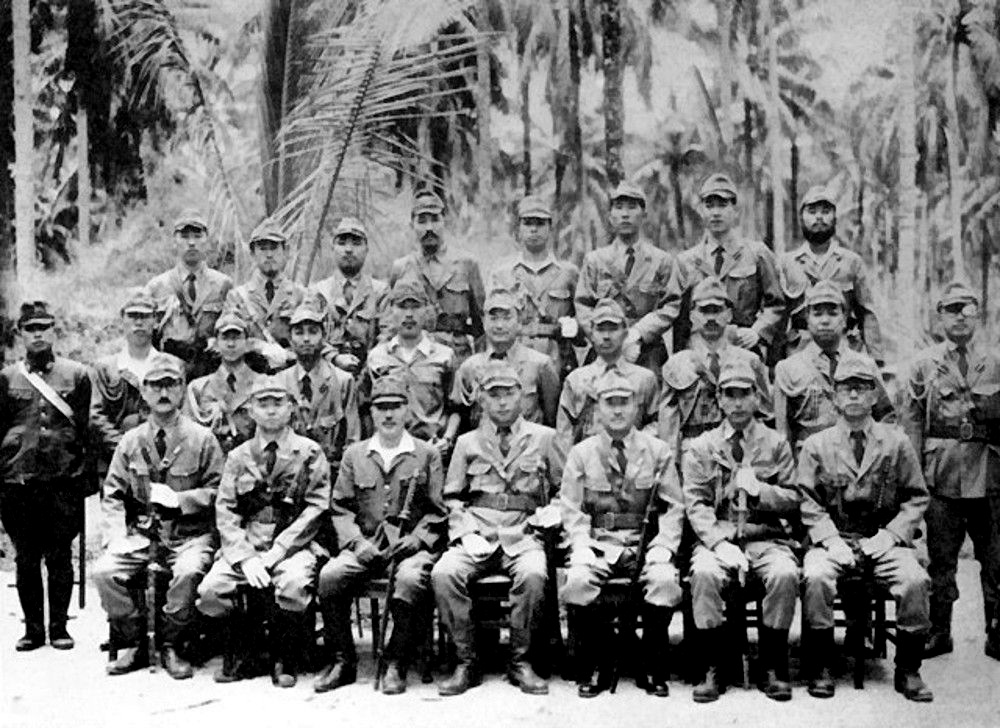
日本軍の副官（左右の両端立姿が副官であり、左端が陸軍、右端は海軍。また、一部参謀飾緒を佩用した高級将校らも同席）。1943年5月、ソロモン諸島にて

軍隊において、高級の役職に就く者は一般的な組織運営だけでなく、戦時・平時関わらず、配下の事務や指揮監督（軍政 (行政)）を行わなければならない。地位が高ければ高いほど管理する組織も大きくなるため（例として師団以上は幕僚部が必ず設置される）、全体を役職者一人で運営・管理するのは体力的、時間的に困難であるため、副官を置きその一部を担当させる。当然ながら、事案の最終決定権限は役職者本人が持つ。
副官は役職者の代理という側面があることから優秀な者が選抜・起用される。
多くの軍隊では一目で副官だと分かる「飾り」を軍服に付ける事が多い。日本軍における例を挙げると、陸軍では上級勲章の大綬に似た白・黄色の高等官衙副官懸章を、海軍では銀色の飾緒を使用していた。

### 秘書との違い
高級の役職者に付き、組織運営を助けるという点では秘書に近い。
ただし、一般的に秘書は役職者本人を助けるのに対して、副官は役職者の役職そのものの業務を助ける意味合いが強い。

## 自衛隊

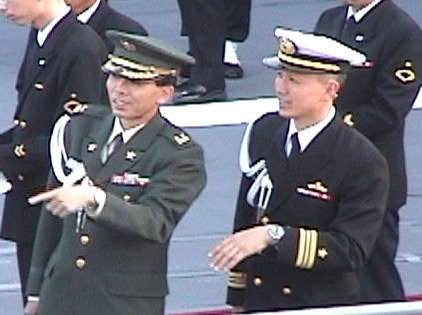
副官の飾緒を佩用した2等陸佐（陸自）と3等海佐（海自）。2002年10月、国際観艦式にて

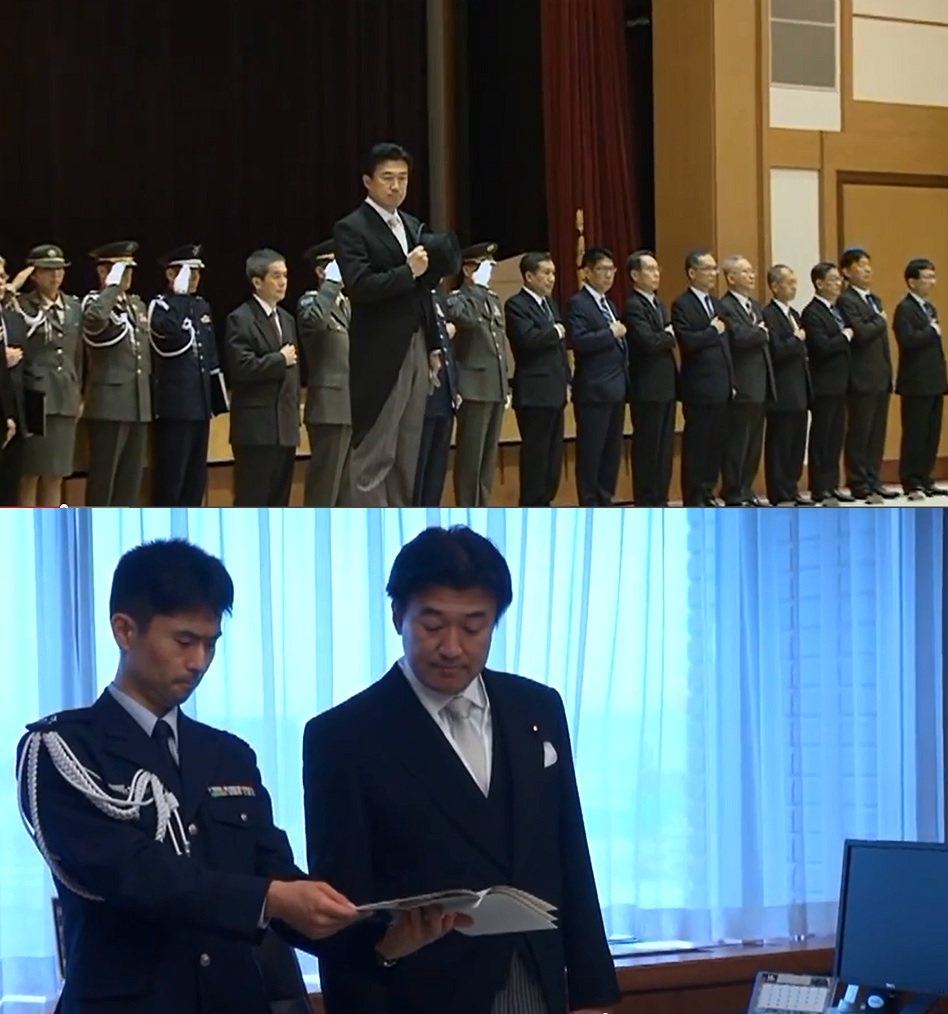
（上）防衛大臣政務官の着任式に侍立する副官。（下）防衛大臣政務官の補佐を行う副官。（航空自衛官）

旧軍の名残を少なからず受け継いでいる陸海空自衛隊にも副官と呼ばれる職務が存在する。将補以上の部隊長に従属しており、一般的には部隊の総務課などの本部の一部として当てている。ただし旧軍とは違い民間の秘書的な役割が殆どである。階級により様々であるが、副官の幹部自衛官を含め、「副官付」として幹部・曹・士自衛官または防衛事務官の計2名から4名で構成されており、女性自衛官が必ず1名含まれているのも特徴的である。
自衛隊において副官は統合幕僚監部、陸上幕僚監部・海上幕僚監部・航空幕僚監部および、
- 陸上総隊・方面隊・師団・旅団
- 自衛艦隊・護衛艦隊・航空集団・潜水艦隊・地方総監部・掃海隊群・教育航空集団・練習艦隊・護衛隊群・海上訓練指導隊群・航空群・潜水隊群・開発隊群・教育航空群・システム通信隊群
- 航空総隊・航空方面隊・航空団・航空警戒管制団・航空支援集団・航空教育集団・航空開発実験集団

等の各司令部に置かれる。また、内局の大臣官房秘書課にも5名の副官が配置され、大臣、副大臣、政務官に対する副官業務を行なっている。
自衛隊では陸海空ともに副官は白色の飾緒を佩用するが、佩用自体は国外出張する場合、国内において日本国以外の国の軍隊・軍艦・大使館・公使館との連絡業務に従事する場合、そのほか渉外事務を行うため必要がある場合に限られる。副官付は佩用しない。